# Екистика
Екистика (на гръцки: οἶκος) е наука за формирането и еволюцията на различни видове населени места.
Целта ѝ е усъвършенстване на разселението и оптимално съчетание на всички елементи от планировъчната структура. Синтезира постиженията на различни науки и се стреми да обхване проблемите глобално. Науката изследва разномащабни териториални единици, във всяка от която се формират пет екистичи елемента – природа, човек, общество, обвивка и транспортна инфраструктура.